# Serwantka

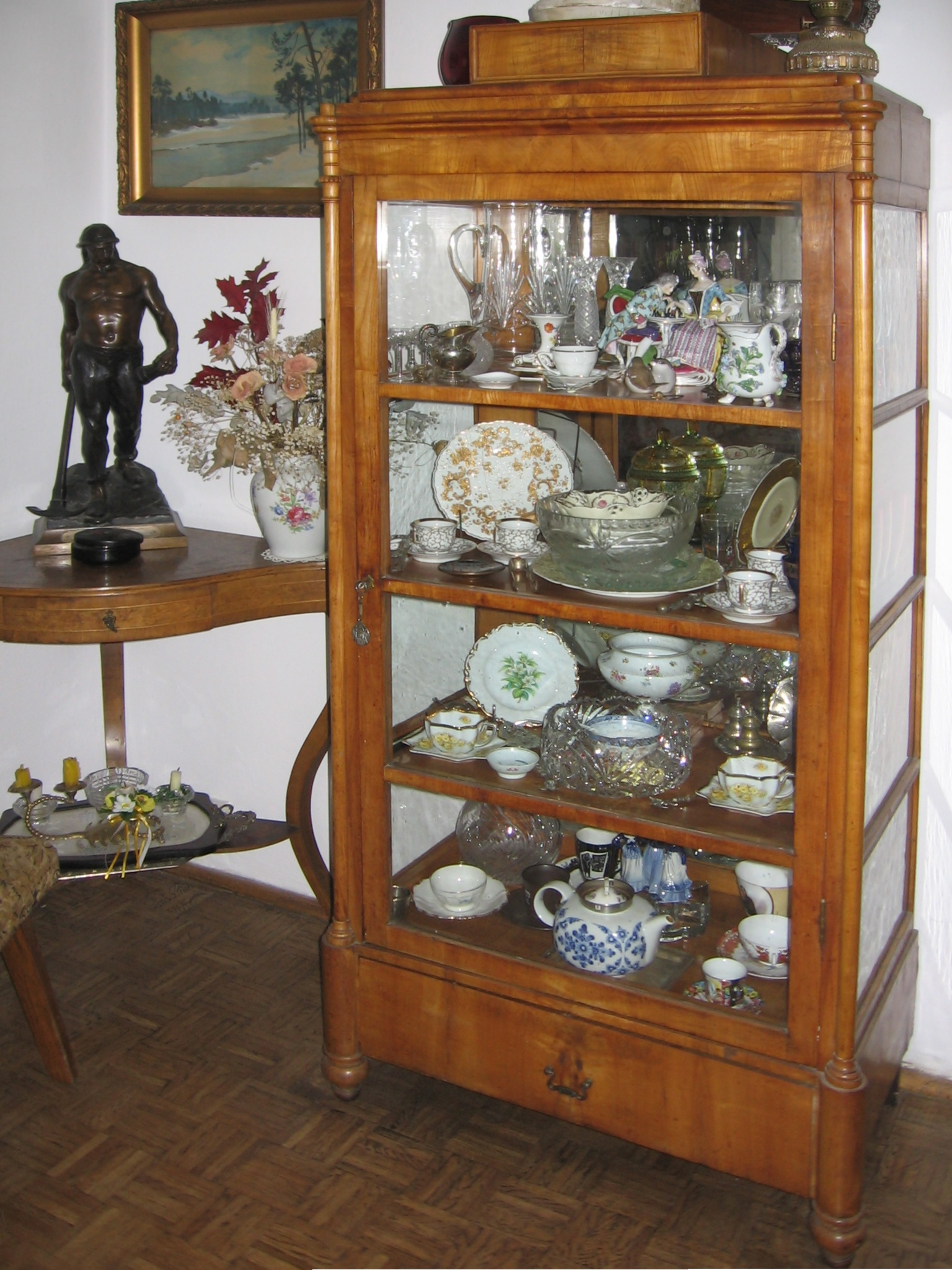
Serwantka ze szkłem i porcelaną

Serwantka – rodzaj wolno stojącej oszklonej z trzech stron szafki z półkami do przechowywania i prezentacji ozdobnej porcelany, szkła, sreber i  elementów zastawy stołowej. Tylna ścianka jest najczęściej lustrzana. Serwantka mogła posiadać w dolnej części szufladę lub szafkę.
Serwantka, zabezpieczając przechowywane w niej przedmioty przed kurzem, umożliwia jednocześnie prezentację przedmiotów, służy więc do dekoracji pomieszczenia.
Mebel rozpowszechniony od poł. XVIII wieku (w Polsce od końca XVIII wieku).
Pierwotnie był to mały stoliczek kredensowy, służący do odkładania potraw. Nazwa wywodzi się z fr. nazwy tego mebla servante, pochodzącej od fr. service (serwis, zastawa stołowa, od servir – usługiwać).